# منطقه ۹۱ (قطر)
منطقه ۹۱ یک منطقهٔ مسکونی در قطر است که در الوکره (شهرداری) واقع شده‌است. منطقه ۹۱ ۲۰۳٫۴ کیلومتر مربع مساحت و ۱۶۵٬۲۱۴ نفر جمعیت دارد.